# Federalismo libertário
O federalismo libertário é um método de organização social em que cada instância federada é autônoma no que se refere à sua abrangência e delega, através de representantes eleitos, parte do seu poder à instância superior nos assuntos que ultrapassam sua área de atuação. Foi primeiramente teorizado pelo socialista francês Pierre-Joseph Proudhon em 1863 no livro Do Princípio Federativo, que partiu da análise das organizações dos trabalhadores franceses na época.